# Android Oreo

Android Oreo 8.0標誌

Android Oreo（安卓奥利奥，开发代号：Android O）又名Android 8 是由Google開發的Android作業系統的第8個主要版本，继承2016年發行的Android Nougat。首個測試版本在2017年3月21日發行，相当于alpha版本；第二个开发者预览版于2017年5月17日发行，相当于beta版本；第三个开发者预览版于2017年6月8日发行，确定正式版本中的API。2017年7月24日，第四个开发者预览版发行，带有最新的错误修复和系统优化，确定正式版本中的系统行为。
Google Nexus和Google Pixel等設備首先接受測試，正式版本在美国2017年8月21日日食结束后发行。2017年12月5日，谷歌正式发行Android 8.1，即Android Oreo的主要更新。
Google为代表此次更新的甜点雕塑揭幕的地点是纽约曼哈顿的14街公园，就在第一块奥利奥的生产工厂附近。

## 历史
2017年3月21日，Google发行Android O的第一个开发者预览版（DP），支持Nexus 5X、Nexus 6P、Nexus Player、Pixel C和两款Pixel智能手机。第二版于2017年5月17日发行，质量相当于beta版。第三版于2017年6月8日发行。第四版，也就是最终预览版本，于2017年7月24日发行。
在DP3中，确定正式版本所用API为API level 26，相机界面出现调整，状态栏的Wi-Fi和蜂窝信号标志位置改為Wi-Fi在左，通知栏中通知可根据内容变色，设置→电池处新增电池动画，时钟应用图标更新且默认背景更暗，各应用图标形状选项新增“泪滴状”（形状接近圆滑的聊天气泡）。
2017年8月18日，Google以日食为主题的预热网站上线，宣布Android O的发行日期定于8月21日，正式名称也会在同日公布，而这一天美国正好会发生日食。8月21日，Google正式为支持的Nexus和Pixel设备发行新版镜像，同时宣布系统名为“Oreo”，代表纳贝斯克公司生产的奥利奥。
2017年10月23日，Sony向Xperia XZ Premium發行版本更新，成為第一個發行Android Oreo正式版更新的廠商；因其中錯誤居多，有些地區的更新暫時被下架，Sony承諾在11月再發行修正後的Android 8.0版本更新。

## 特性

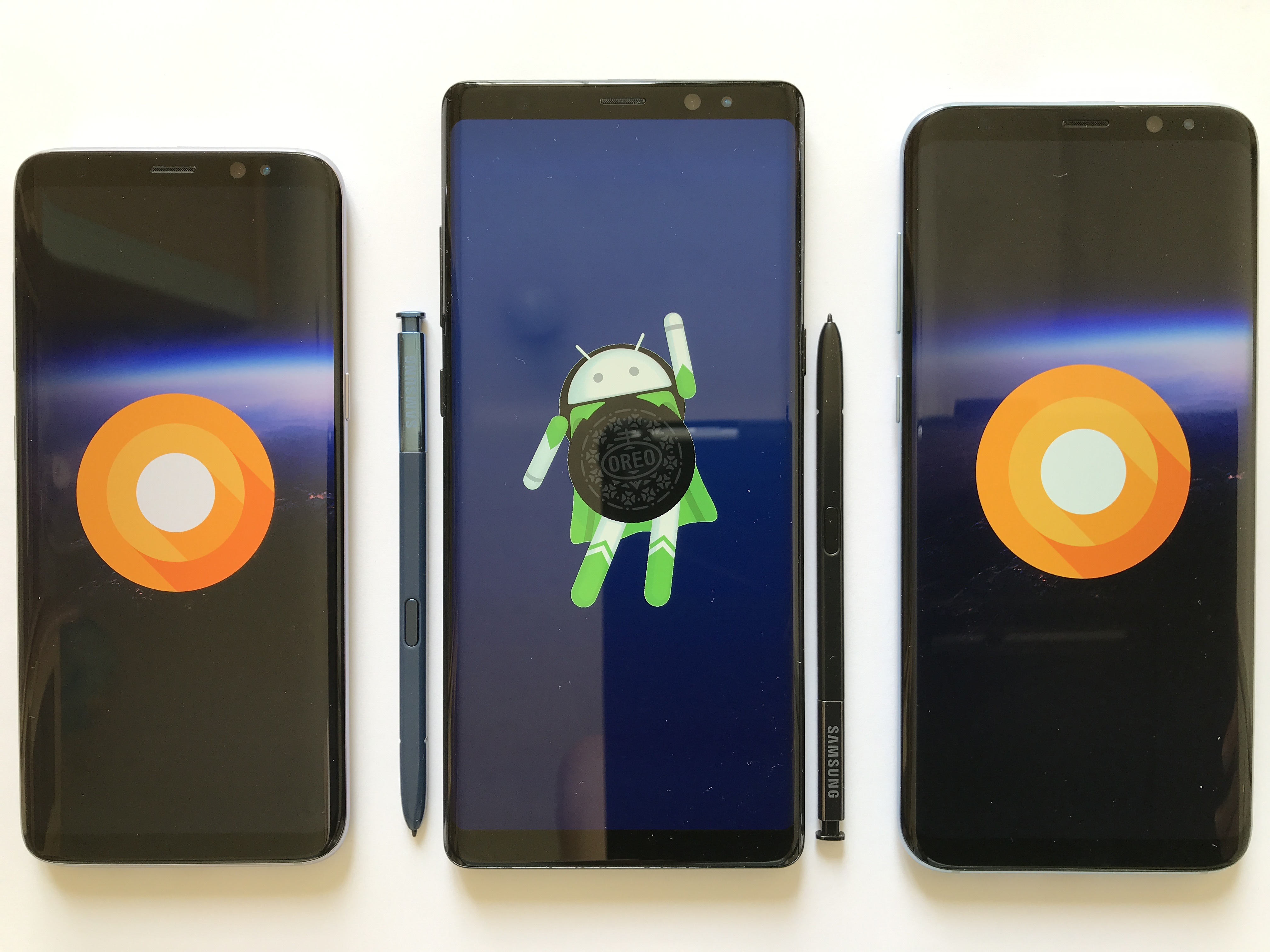
运行Android Oreo的智能手机

### 用户体验
各种應用程式通知会按类别分类至不同的组（“渠道”），用户还可暂时延后某則通知。Android Oreo整合了对画中画模式的支持，还简化新增自定义铃声、闹钟声和通知声的过程。“设置”應用程式经过全新设计，主题色改为白色，强化对各项设置的分类。此外，Android TV亦有新的主界面。Google声称新版系统从关机状态启动设备所需的时间更短，以及透過限制背景應用程式延長电池可用时间。

### 平台
Android Oreo新增对Wi-Fi的Wi-Fi Aware基础上周边感知联网（NAN）规范和应用内宽色域的支持，提供API供自动填写程序使用，使WebView支持多进程和Google安全浏览功能，允许VoIP应用使用新增的API集成至系统层面，支持应用功能在远程显示设备上启动。Android Runtime（ART）性能获得改进，缓存处理能力增强。Android Oreo对后台应用活动施以更多限制，借此提升电池使用时间。应用可选用“适应性图标”以支持各种主题下不同的图标形状要求，如圆形、方形和圆角矩形。
Android Oreo中新增数十个新绘文字，这些绘文字将被纳入Unicode 10标准。系统将使用重新设计的新绘文字字体，各绘文字的面部均改为传统的圆形，抛弃自Android 4.4以来一直采用的“blob”设计。
此次更新修订了Android底层架构，支持设备硬件工作所用的底层厂商代码将通过一个称为“供应商接口”的硬件抽象层与Android操作系统框架分离，供应商接口需与Android未来版本保持向前兼容。理论上来说，为设备提供Android的新版本更新时，设备厂商只需对系统框架和预装应用做出必要修改，供应商接口将保持不变，此项技术被称为“Project Treble”。Android Nougat引入的“无缝更新”概念亦获调整，下载更新文件时现可跳过用户分区而直接下载至系统分区，减轻系统更新对存储空间的需求。
系统为内存不超过1GB的所有低阶设备提供Android Go特别版本。这些设备出厂时的平台优化可减少数据流量使用（包括默认启用流量节省模式），还将搭载资源和带宽消耗更少的特别版Google移动服务（如YouTube Go）。Google Play商店亦会突显出适合这些设备使用的轻量级应用。

### Android Go
Android Oreo（Go Edition）就是針對低階規格、連線受限的用戶而設，主要適用於隨機存取記憶體容量為512MB至1GB的行動裝置，為了配合無法使用大量數據的用戶，系統有更清晰的數據用量提示和管理，亦會在預載的Google Apps，例如Chrome瀏覽器、YouTube等提供預設節約數據功能。

## 外部連結
- 官方网站（英文）

| 前任： Android Nougat | Android Oreo 2017 | 繼任： Android Pie |